# Paul Meijer (coureur)

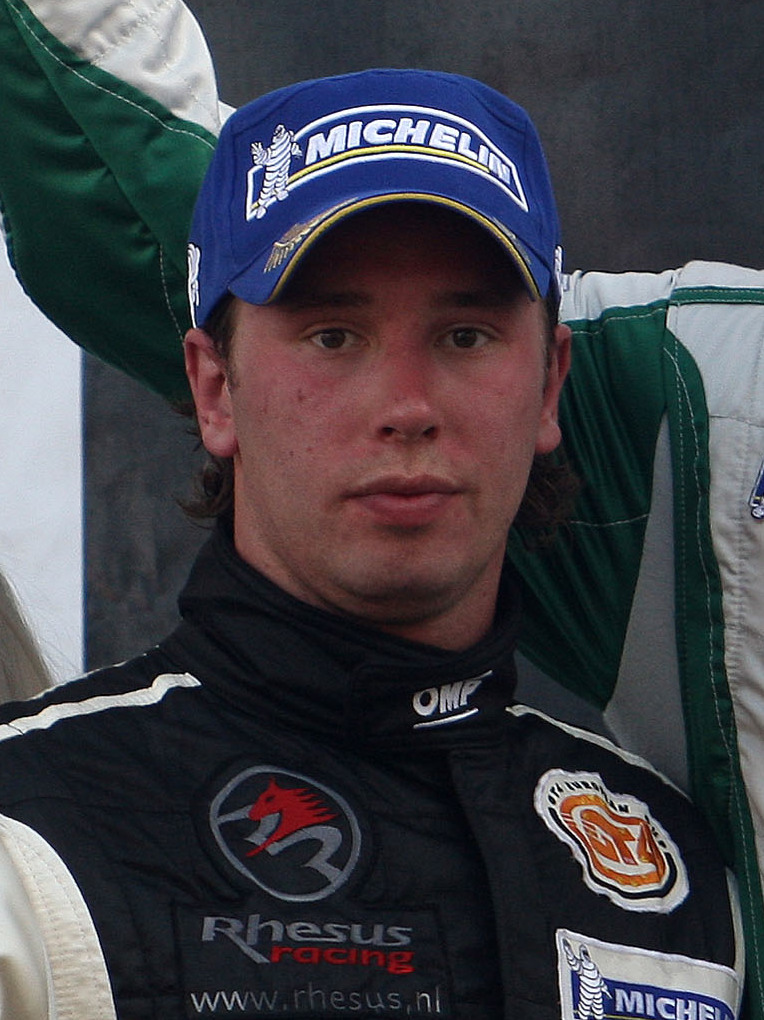
Paul Meijer in 2010

Paul Ronald Johan Meijer (Utrecht, 27 maart 1985) is een Nederlands autocoureur. Hij is voormalig Nederlands Formule Renault 2.0-kampioen (2003) en werd later actief in de formule masters.

## Vroege carrière

### 1995-2000
Net als de meeste Formule-autocoureurs begon Meijer zijn carrière in de minikarts. In diverse nationale en internationale kampioenschappen reed hij het laatst bij Martijn Koene op Tony kart.

### 2001

#### Toyota Yaris Cup
Het winnen van een Challenge deed Meijer belanden in de autosport.
Voor Avaya Communications schreef Peter van Erp een challenge uit waaraan 7 kandidaten meededen. Meijer kwam als winnaar uit de bus en won daarmee een jaar gratis rijden in de Toyota Yaris Cup die in 2001 voor het eerst in Nederland gereden werd.

### 2002

#### Formule Ford
Bij het team van Jan Lammers belandde Meijer in de Formule-auto's.
In een zwart-witgeblokte Formule Ford-uitvoering van het Racing for Holland-team reed Meijer mee in het Benelux Formule Ford-kampioenschap. Als zeventienjarige reed hij al een test in de Le Mans-sportscar, de Dome S101, op het circuit van Magny Cours.

### 2003

#### Formule Renault 2.0
In dit jaar breekt Meijer echt door en wordt kampioen in het Benelux Formule Renault 2.0 kampioenschap bij het AR Motorsport team van Ronald Heiligers.
Tevens debuteert hij in het  Europees Formule Renault 2.0 en eindigt daar als 4e.
Als Nederlands kampioen krijgt hij een test aangeboden in de Formule Renault V6 en rijdt daar de snelste rondetijd van de 30 coureurs.
Tevens test hij in Silverstone in een Formule 3 bij Fortec en noteert daar de snelste tijd van de dag.
Het Italiaanse team Vergani Racing vraagt Meijer in november om te testen in de Nissan World Serie Light in Albecete en Jarama, waar hij telkens de snelste tijden van alle teams rijdt.

### 2004
In 2004 richt Meijer zich met het AR motorsport team op het sterke Europees Formula Renault Kampioenschap, waar hij uiteindelijk als 6e eindigt met 3 tweede plaatsen, 3 vierde plaatsen en 2 vijfde plaatsen.
De overwinning in het Benelux Formule Renault kampioenschap ontglipt hem vanwege het feit dat hij door zijn verplichtingen in het Europese kampioenschap slechts 7 van de 12 races kan meerijden. Van deze races wint hij er 6 en wordt een keer 2e.

### 2005-2006
Wegens gebrek aan sponsors keert Meijer de autosport ruim 2 jaar lang de rug toe en zal in die tijd geen meter rijden.

### 2007
Tijdens het autosport seizoen 2007 nodigt AR motorsport Meijer opnieuw uit om weer eens te testen.
Meijer is het racen nog niet verleerd en rijdt, na 2,5 jaar niet achter het stuur van een raceauto te hebben gezeten, direct weer pole position tijden. Reden genoeg voor teambaas Ronald Heiligers (AR Motorsport) en sponsor Marius Ritskes (Antonov) om Meijer uit te nodigen om de laatste 3 weekeinden van het North European Formula Renault championship mee te rijden. 
Daar wint hij direct 2 races en eindigt de rest van de races op de tweede plaats.
Ritskes zorgt ook nog voor een test in de Lamborghini Gallardo in Spanje bij het team van Hans Reiter.

### 2008

#### Eurocup Formule Renault
In 2008 wordt Meijer door diverse Formule Renault teams gevraagd als gastrijder in diverse wedstrijden.
MP Motorsport krijgt eenmalig een wildcard om mee te doen aan de Eurocup Formule Renault 2.0 in Spa.
Zij vragen Meijer om voor hen te rijden. In een uiterst competitief veld van 48 rijders behaalt Meijer op zondag 4 mei de zege.

#### Superleague Formula
Peter Zakowsky van het team Zakspeed zat plotseling zonder coureur en Meijer werd, op aanbeveling van Tom Coronel gevraagd in te stappen.
De derde race van het seizoen op het circuit in Zolder start Meijer in de auto van Borussia Dortmund. Zonder ooit een meter te hebben gereden in deze 750pk sterke formule auto rijdt Meijer de auto op zaterdag naar de pole position. De zondag daarna rijdt hij zijn auto in de stromende regen naar de 3e plek op het erepodium. De organisatie biedt Meijer voor de rest van het seizoen een stoeltje aan in de auto van Al Ain FC
bij het Belgische team Azerti van Wim Coekelbergs.

### 2009

#### Formule masters
In 2009 rijdt Meijer voor AR Motorsport in de Formule masters.